# Хагажеев, Джонсон Талович
Джо́нсон Та́лович Хагаже́ев (род. 27 января 1940) — советский и российский металлург, генеральный директор основных компаний группы «Норильский никель» в 1998—2001 годах, Герой Социалистического Труда (1985).

## Юность
Родился 27 января 1940 года в селе Нартан Нальчикского района Кабардино-Балкарской АССР (ныне в составе Чегемского района Кабардино-Балкарской республики). В 1961 году окончил Северо-Кавказский горно-металлургический институт, инженер-металлург.

## Трудовая биография
После окончания института в 1961 году был направлен в Норильск, на Норильского горно-металлургического комбината, где за 25 лет прошёл путь от плавильщика до директора медного завода. В 1981 году с 3 ноября назначен директором Надеждинского металлургического завода. В 1985 году был удостоен звания Героя Социалистического Труда за освоение производственных мощностей НМЗ. В следующем году переведён в Казахстан директором на Балхашский горно-металлургический комбинат. В 1991 году был снят с должности, некоторое время был безработным, потом работал в ТОО «Контракт-импэкс».
В июле 1996 года приглашён на работу в Российское акционерное общество по производству цветных металлов «Норильский никель» (РАО «Норильский никель»), где занял должность заместителя генерального директора (гендиректором двумя месяцами ранее стал А. Г. Хлопонин) и исполняющего обязанности директора комбината «Североникель» (Мурманская область).
В марте 1997 года назначен генеральным директором ОАО «Норильский горно-металлургический комбинат им. А. П. Завенягина» (АО «Норильский комбинат»), которое в то время распоряжалось активами группы, находящимися в Норильском промышленном районе.
В марте 1998 года одновременно стал генеральным директором ОАО «Норильская горная компания» — тогда ещё небольшого общества, выделенного в июле 1997 года из АО «Норильский комбинат». В 1997 году избирался депутатом Законодательного собрания Красноярского края.
В январе 2000 года Хагажеев вновь стал 1-м заместителем генерального директора РАО «Норильский никель», оставив пост руководителя комбината, но сохранив должность гендиректора Норильской горной компании. На этих постах он руководил реструктуризацией группы, связанной с переводом большинства её активов в Норильскую горную компанию. В 9 февраля 2001 года сменил Хлопонина, избранного 28 января губернатором Таймырского (Долгано-Ненецкого) автономного округа, в должности гендиректора РАО «Норильский никель».
21 февраля 2001 года руководимая Хагажеевым Норильская горная компания была переименована в ОАО «Горно-металлургическая компания „Норильский никель“» (ОАО «ГМК „Норильский никель“»), а весной был окончательно оформлен перевод в неё основных активов группы и произведён обмен акций РАО на акции ГМК. В августе 2001 года один из основных собственников группы Михаил Прохоров возглавил её лично, а Хагажеев вновь стал 1-м заместителем. Одновременно РАО «Норильский никель», утратившее существенную роль в управлении активами группы, возглавил бывший 1-й зампред Комитета РФ по драгоценным металлам и драгоценным камням Юрий Котляр.
В октябре 2003 года участвовал в выборах главы города Норильска, но проиграл профсоюзному лидеру Валерию Мельникову.
В марте 2004 года назначен вице-президентом ОАО «ГМК „Норильский никель“», курирующим непрофильные активы.

## Участие в советах директоров акционерных обществ
- председатель Совета директоров ОАО «Кольская горно-металлургическая компания»
- председатель Совета директоров ОАО «Норильское торгово-производственное объединение»

## Награды
- Герой Социалистического Труда (1985)
- орден «За заслуги перед Отечеством» III степени (1999)
- орден Трудового Красного Знамени